# Strofadi
(Dante Alighieri, Divina Commedia, Inferno, canto 13 - versi 10-12)
Le Strofadi o Strivali in greco moderno, sono due piccole isole greche del mar Ionio in un gruppo di 35 scogli: Arpia a nord, e Stamfani, la maggiore, a sud, entrambe situate a 32 miglia a sud dell'isola di Zante. A volte i venti tempestosi hanno prevalso sull'isola, sotto forma di un tornado, che gli antichi identificavano con la frase "στροφάδες άελλαι". In questo modo furono chiamati Strofades, come confermato dai nomi dei due venti principali, il nord (Ziti) e il sud (Kalai) della mitologia greca.
Un monastero risalente al Duecento domina l'isola maggiore, più fertile, dotata di coltivazioni e di una sorgente d'acqua.  Il massiccio monastero fortificato include alcuni ambienti di servizio, un frantoio e una piccola chiesa dedicata alla Beatissima Madre di Dio, costruita su richiesta della principessa bizantina Irene, figlia dell'imperatore di Nicea, che in queste isolette si salvò da un naufragio. Il monastero fu costruito per ospitare numerosi monaci, ma attualmente vi vive solo un monaco eremita. Questo monastero è una fortezza che ha resistito al tempo, alla natura, e ai pirati che lo assaltarono e saccheggiarono plurime volte, ma adesso presenta i primi segni di cedimento con crepe e muri rovinati dall'usura del tempo. Ai lati del portone di ingresso sono collocati due cannoni, residuo dell'antica dotazione di difesa.
Su queste isole quasi disabitate nidificano molte specie di uccelli migratori per cui sono state definite aree protette.
Nel libro terzo dell'Eneide, Virgilio racconta dell'incontro fra Troiani fuggiti dalla loro città, sotto la guida di Enea, e le Arpie che mal sopportano il loro arrivo. Celeno, il loro capo profetizza infatti nuove sventure a Enea.
Bibliografia
Κουτελάκης Χαρ., Η «Οδύσσεια» του Ομήρου χωρίς Λαιστρυγόνες και τέρατα. Μια νέα προσέγγιση για την ανθρωπογεωγραφία της Μεσογείου,  Αθήνα 30 Δεκ. 2019, σελ. 235-236.
Κουτελάκης Χαρ., Παναγιά «Η Πάντων Χαρά» των Στροφάδων. Ένα εικονογραφικό παράλληλο στην Πάτμο, ΔωδΧρον. ΙΕ΄ (1993) 67-79.

## Amministrazione
Dal punto di vista amministrativo le Strofadi fanno parte del comune di Zante.